# Hrvoje Perić
Hrvoje Perić (Dubrovnik, 25 ottobre 1985) è un ex cestista croato, che giocava come ala grande.

## Carriera
Trascorre i suoi primi 10 anni di carriera da cestista professionista nel suo paese natale, la Croazia. Inizia nella stagione 2000-2001 giocata con il Dubrovnik; quella successiva, 2001-02, è al Solin. Dal 2002 al 2008 gioca con lo Spalato. Le ultime 2 stagioni in Croazia, dal 2008 al 2010, le disputa con la casacca dello Zadar. Viene poi ingaggiato dall'Unicaja Málaga che lo gira, in prestito per un anno, alla Pallacanestro Treviso in Serie A. Rientrato a Málaga per la stagione 2011-2012, esordisce in Eurolega con il club spagnolo.
Perić torna in Italia nel 2012, firmando con la Vanoli Cremona. A fine stagione risulterà il secondo miglior marcatore della squadra (14,3 punti di media) e secondo miglior rimbalzista (6 a gara). Il 22 luglio 2013 viene ingaggiato dalla Reyer Venezia Mestre. che lo conferma anche per l'anno successivo.
Nella stagione 2014-2015 raggiunge la semifinale scudetto con la Reyer Venezia Mestre e viene eletto MVP stagionale degli orogranata e per la seconda volta di seguito viene riconfermato. Nella stagione 2015-16 è costretto ai box a causa di un fastidioso infortunio alla mano che lo tiene fermo per tutta la seconda parte di stagione. Rientra, solo in panchina, in semifinale scudetto contro l'Olimpia Milano. Viene confermato nel roster della squadra lagunare anche per la stagione 2016-17, anno in cui la compagine veneziana vince lo scudetto imponendosi in finale su Aquila Basket Trento.
Il 12 luglio 2018, dopo cinque anni passati in laguna a Venezia, Perić si separa dal club orogranata. Il giorno successivo, firma con la neo-promossa Pallacanestro Trieste. L'estate successiva, rinnova con la società giuliana firmando un nuovo contratto biennale.
Alla fine della stagione 2019-2020 lascia il club giuliano, rimanendo svincolato all'inizio della stagione successiva. Il 27 novembre firma un contratto a gettone per il Ferrara, squadra militante in Serie A2.
Scaduto il contratto con Ferrara, il 9 febbraio è ufficiale il ritorno a Trieste con contratto a gettone della durata di un mese con opzione per un altro mese.
L'opzione per il prolungamento della seconda esperienza triestina non viene esercitata e Perić torna svincolato; il 15 marzo firma un contratto fino al termine della stagione con Cento.

## Palmarès
- Campionato italiano: 1

Reyer Venezia: 2016-17
- Campionato croato: 1

Spalato: 2003
- Coppa di Croazia: 1

Spalato: 2004
- FIBA Europe Cup: 1

Reyer Venezia: 2017-18